# Semiothisa quadrinotaria
Semiothisa quadrinotaria là một loài bướm đêm trong họ Geometridae.